# Maren Rennpferdt
Maren Rennpferdt (* 17. März 1964 in Göttingen) ist eine deutsche Juristin. Sie ist Richterin am Bundesarbeitsgericht.

## Leben und Wirken
Nach dem Abschluss ihrer juristischen Ausbildung 1992 in Niedersachsen arbeitete Rennpferdt zunächst als Rechtsanwältin. Bereits 1991 war sie von der Universität Göttingen mit der rechtshistorischen Schrift „Lex Anastasiana: Schuldnerschutz im Wandel der Zeiten“ zur Dr. iur. promoviert worden. 1994 trat sie als Arbeitsrichterin in den Justizdienst des Landes Hessen ein. Dort wurde sie an verschiedenen Arbeitsgerichten sowie am Hessischen Landesarbeitsgericht eingesetzt. Nach einer Abordnung als wissenschaftliche Mitarbeiterin an das Bundesarbeitsgericht von 2006 bis 2008 wurde sie 2009 zur Vorsitzenden Richterin am Landesarbeitsgericht ernannt. 2012 erfolgte eine Abordnung an das Hessische Justizministerium.
Seit dem 1. August 2014 ist Rennpferdt selbst Richterin am Bundesarbeitsgericht. Sie wurde dem vor allem für Betriebsverfassungsrecht und Befristungen zuständigen 7. Senat zugewiesen. Als solche war sie unter anderem bei der Revisionsentscheidung der Klage des Fußballtorhüters Heinz Müller gegen den 1. FSV Mainz 05 beteiligt.